# AHEAD

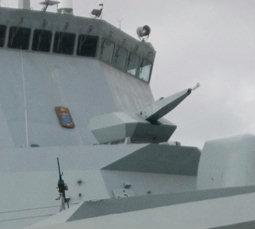
Oerlikon Millennium du navire danois, tirant un obus AHEAD.

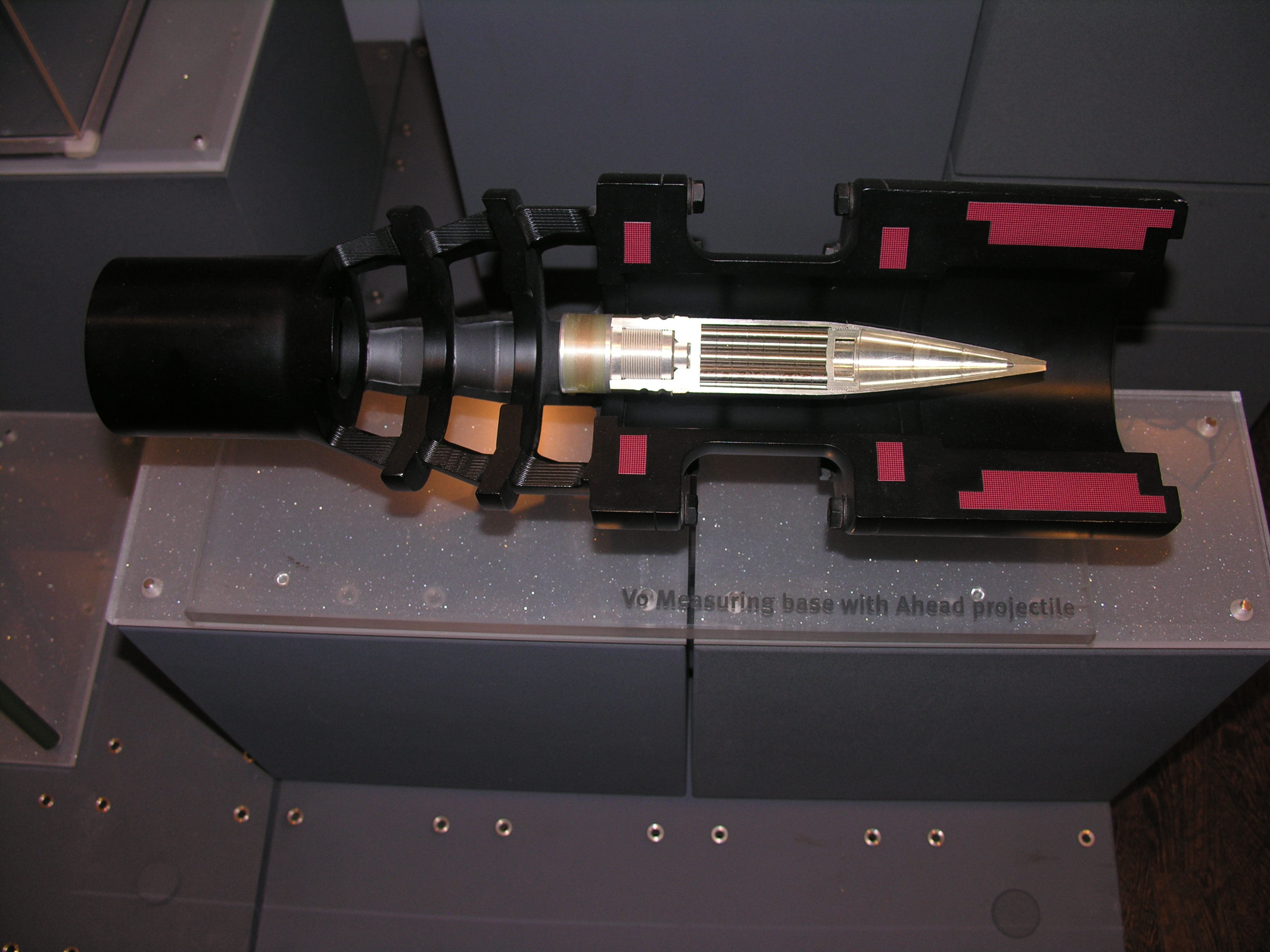
Munitions AHEAD

AHEAD (Advanced Hit Efficiency and Destruction) est une munition de type « airburst », c'est-à-dire explosant dans les airs et fonctionnant sur le principe du shrapnel. Elle sert à la défense contre l'aviation, les drones et les missiles étant tirés par canon antiaérien. Elle est fabriquée par Oerlikon Contraves qui la développe depuis 1993.

## Caractéristiques
Cet obus, pour la version de calibre 35 mm, libère 152 éclats de tungstène de 3,3 grammes.

## Armes disposant de cette munition
- Oerlikon Millennium
- Oerlikon 35 mm, après modification et mise à niveau

## Système de conduite de tir intégrant cette munition
- Skyshield (Système de conduite de tir)

## Utilisateurs
- Afrique du Sud : Livraison du système Skyshield en 2015, mise à niveau des Oerlikon 35 mm pour tirer la munition AHEAD.
- Danemark
- Thaïlande[3].

## Galerie

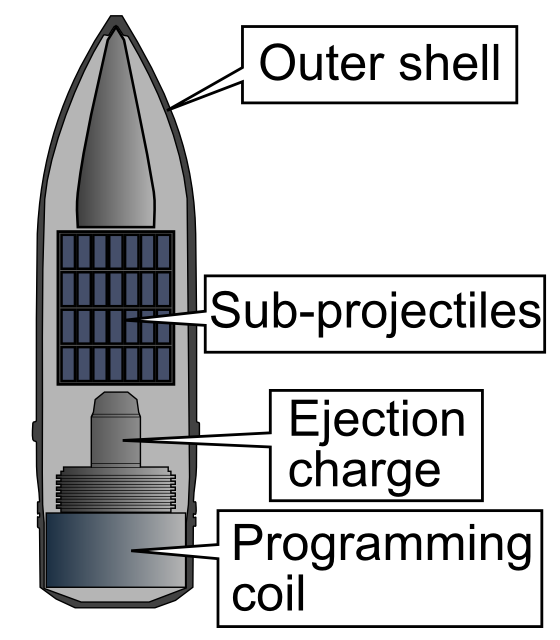
AHEAD 30 mm Internal structure
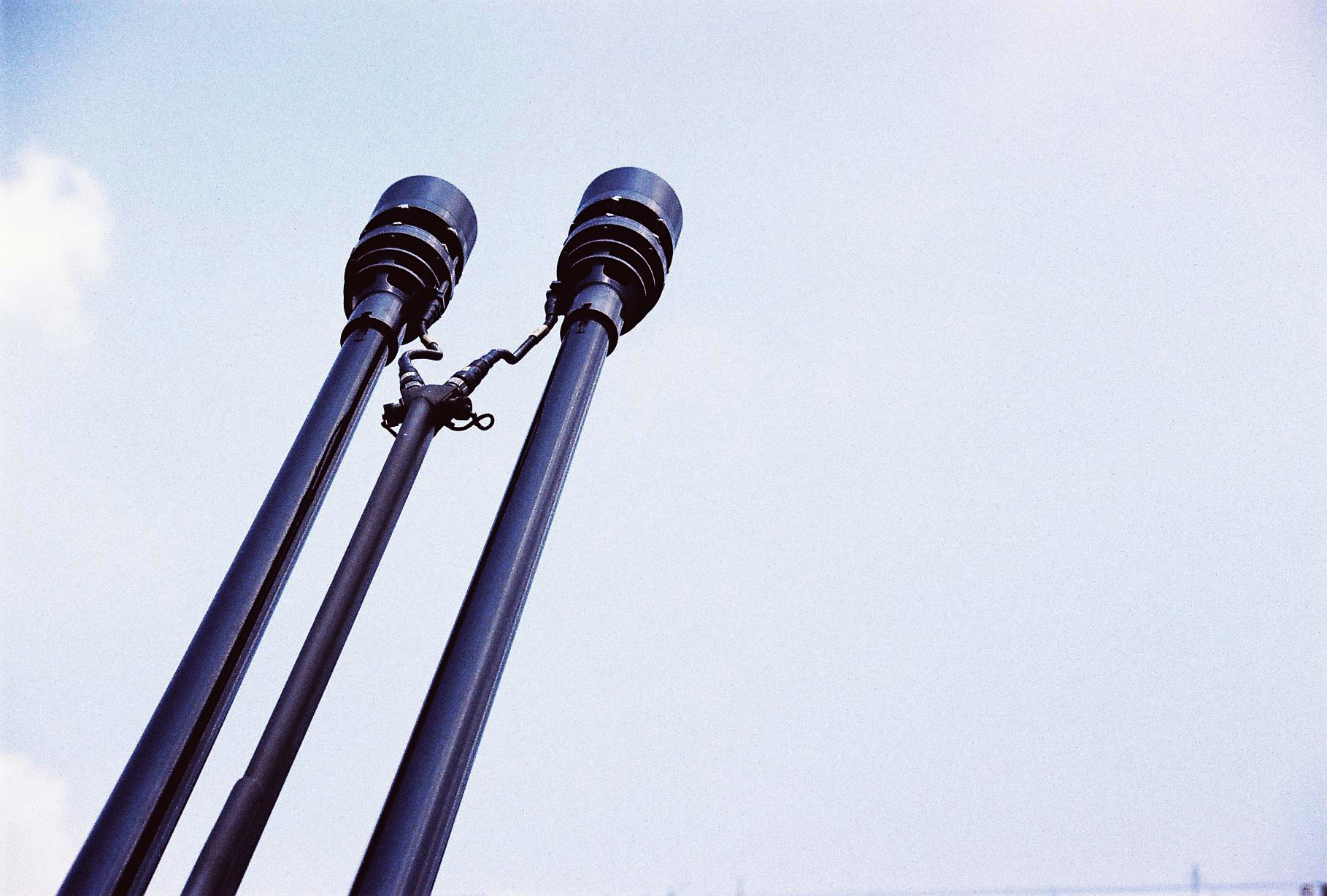
Equipement en bout de canon pour programmer la détonation de la munition
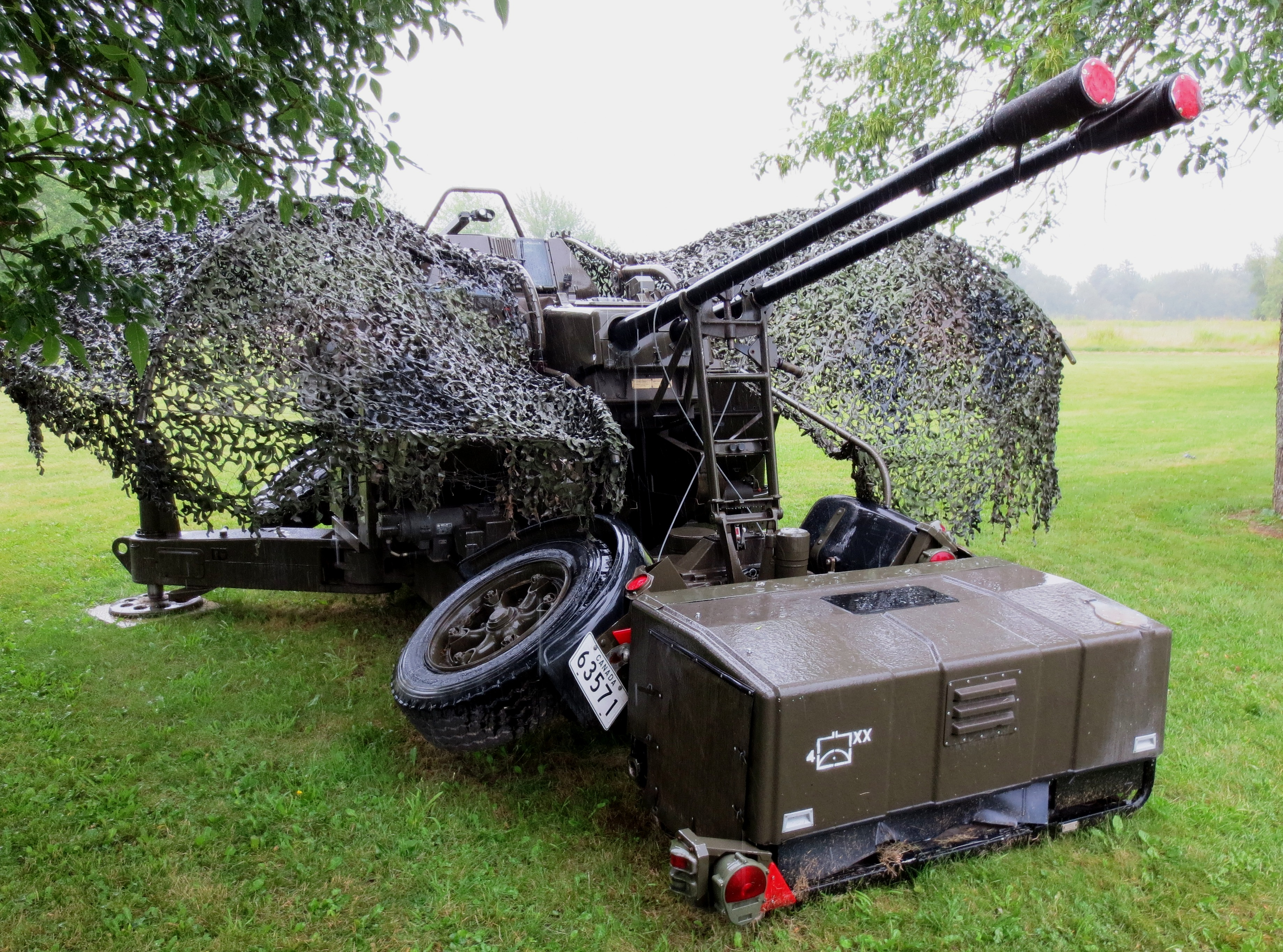
Canon équipé pour la munition 35mm AHEAD